# Håbo-Tibble församling
Håbo-Tibble församling var en församling i Uppsala stift och i Upplands-Bro kommun. Församlingen uppgick 2006 i Bro församling.

## Administrativ historik
Församlingen har medeltida ursprung och utgjorde under medeltiden ett eget pastorat för att därefter till 1962 vara annexförsamling i pastoratet Håtuna och (Håbo-)Tibble. Från 1962 till 2006 var den annexförsamling i pastoratet Bro och Låssa, Håtuna och Håbo-Tibble. Församlingen uppgick 2006 i Bro församling. Församlingsnamnet var före den 1 januari 1886 (ändring enligt beslut den 17 april 1885) Tibble församling.

## Kyrkor
- Håbo-Tibble kyrka